# Marcello Venusti
Marcello Venusti, född i maj 1512 (alternativt 1515) i Mazzo di Valtellina i provinsen Sondrio, död 15 oktober 1579 i Rom, var en italiensk renässansmålare.
Venusti tillhörde den manieristiska skolan.